# داريو فيريرا
داريو فيريرا (بالإسبانية: Darío Ferreira)‏ هو لاعب كرة قدم أوروغواياني، ولد في 9 فبراير 1987. لعب مع ناسيونال مونتيفيديو.

## وصلات خارجية
- داريو فيريرا على موقع قاعدة بيانات كرة القدم.إي يو (الإنجليزية)
- داريو فيريرا على موقع Soccerway.com (الإنجليزية)